# Nodo primo

I nodi primi fino a 7 incroci.

In matematica, e più precisamente in teoria dei nodi, un nodo primo è un nodo che non può essere "decomposto" in nodi più semplici, in analogia con la nozione di numero primo.
I nodi primi sono quindi i mattoni fondamentali della teoria dei nodi.

## Definizione
Un nodo {\displaystyle K} non banale è primo se non è ottenibile come somma connessa
{\displaystyle K=H_{1}\#H_{2}}
di due nodi non banali. 
Nella teoria dei nodi vi è un teorema di fattorizzazione analogo al teorema fondamentale dell'aritmetica, che asserisce che ogni nodo è ottenibile in modo unico come somma connessa di alcuni nodi primi. Per questo motivo i nodi primi hanno un ruolo centrale nella teoria dei nodi: una loro classificazione è stato da sempre il tema centrale della teoria fin dalla fine del XIX secolo.
In analogia con i numeri primi, si richiede nella definizione che il nodo banale non sia primo (il numero 1 infatti non è primo).

## I nodi primi più semplici
I nodi primi sono generalmente descritti tramite diagrammi, con ordine crescente di incroci. Il nodo primo più semplice in questa descrizione è il nodo a trifoglio con 3 incroci, seguito dal nodo a otto con quattro incroci. La tabella seguente mostra il numero di nodi primi con {\displaystyle n} incroci.
| {\displaystyle n}                                  | 1 | 2 | 3 | 4 | 5 | 6 | 7 | 8  | 9  | 10  |
| Numero di nodi primi con {\displaystyle n} incroci | 0 | 0 | 1 | 1 | 2 | 3 | 7 | 21 | 49 | 165 |

Nella tabella due nodi ottenuti tramite una riflessione lungo un piano vengono considerati equivalenti: non si tiene conto cioè della chiralità (esistono ad esempio "due versioni" del nodo a trifoglio, e qui ne viene contata una sola).
Nella tabella seguente sono disegnati tutti i nodi primi ottenibili con 6 incroci:
| 3       | 4             | 5          | 5 | 6                | 6 | 6 |
| Trefoil | Figure-8 knot | Cinquefoil |   | Stevedore's knot |   |   |